# 도쿠가와 요시무네
도쿠가와 요시무네(일본어: 徳川 吉宗, 1684년 11월 27일 ~ 1751년 7월 12일)는 에도 막부의 제8대 쇼군(재위 1716년 ~ 1745년)이다.
도쿠가와 이에야스의 10남인 요리노부의 자손들로 구성된 고산케 중 하나인 기슈 도쿠가와 가의 당주로, 기이국 기슈번의 신판 다이묘였다. 1716년에 요절한 도쿠가와 이에쓰구의 뒤를 요시무네가 쇼군직을 잇게 되었다. 요시무네는 막부 정치에 새로운 바람을 불어넣고자 교호의 개혁을 단행하였다. 그 치세에 코끼리가 일본 국내에 소개되었다. 산천, 공기, 자연 경관이 좋은 와카야마 출신으로서의 청백한 기질이 정책에도 영향을 주었다. 그를 시작으로 도쿠가와 쇼군직은 요시무네의 방계 후손 즉, 고렌시 가문에서 이어받았다. 그의 묘소(墓所)는 도쿄 다이토구의 간에이지(寛永寺)에 있다.

## 생애

### 유년기
조쿄 원년(1684년) 음력 10월 21일 기슈번 2대 번주인 도쿠가와 미쓰사다(徳川光貞)의 4남으로 태어났다. 모친은 기슈 도쿠가와 가의 하인인 고세 로쿠자에몬(巨勢六左衛門)의 딸 조엔인(浄円院, 오유리노 가타於由利の方)이다. 기슈 가의 욕실 담당 하녀라는 모친의 낮은 신분 때문에 한동안 가신에게 맡겨져 키워지다 후일 인정받고 입성하였다. 아명은 겐로쿠(源六), 신노스케(新之助)이다.
겐로쿠 10년(1697년) 14세 때 로주(老中) 오쿠보 다다토모의 배려로 당대 쇼군인 도쿠가와 쓰나요시를 알현한 뒤 에치젠국 뉴우 군(丹生郡) 3만 석을 하사받았다. 그러나 실제 이 영지를 다스린 것은 가신이었고 요시무네 본인은 여전히 기이의 기슈 도쿠가와 가의 거성에서 거처하였다.

### 기슈 번주 시절
호에이 2년(1705년) 맏형이자 3대 기슈 번주인 쓰나노리가 후사 없이 요절하면서 둘째 형인 요리모토가 4대 기슈 번주로 취임하였다. 그러나 같은 해 부친인 미쓰사다, 반년 후 요리모토가 연달아 사망하면서 22세의 나이에 기슈 번 5대 번주로 취임하였다. 이 때 쇼군 쓰나요시로부터 편휘를 하사받아 비로소 요시무네(吉宗)로 개명하였다. 호에이 3년(1706년)에는 황족인 후시미노미야 사다유키 친왕(伏見宮貞致親王)의 딸 사나노미야 마사코 여왕(真宮理子女王)을 정실로 맞아들였다. 그러나 마사코는 호에이 7년(1710년) 사망하였다.
같은 해 4월 기슈에 입성한 요시무네는 악화된 번의 재정을 개선하는 것을 중심으로 한 대대적인 번정(藩政) 개혁에 착수하였다. 스스로 무명옷을 입고 간소한 식사를 하는 등 절약에 앞장섰으며 통치 기구를 간소화하는 등 여러 정책으로 두 형과 부친의 장례 비용, 바쿠후로부터 차용한 10만 냥 금의 부채, 재해 복구비, 번 지폐의 정지 등으로 악화되던 번의 재정이 상당 부문 개선되었다. 이외에도 거성인 와카야마 성 앞에 '소원 상자'를 설치해 백성들로부터 직접 청원과 호소를 들으며 문무를 장려하고 효행을 표창하는 등 선정을 펼쳤다. 두 아들들인 장남 나가토미마루(長福丸, 도쿠가와 이에시게), 차남 고지로(小次郎, 다야스 무네타케는 요시무네가 기슈 번주로 있던 시절 태어났다.

### 쇼군 취임
교호 원년(1716년) 7대 쇼군 도쿠가와 이에쓰구가 8세의 나이로 요절하여 2대 쇼군 도쿠가와 히데타다 이래로 내려 온 남자 후계자의 혈통이 끊기자, 히데타다 혈통 이후로 쇼군 계승권이 있던 고산케의 당주들 중 한 명인 요시무네가 방계 가문으로는 처음으로 쇼군직을 계승하였다.
그러나 실제로 요시무네가 쇼군에 취임할 당시 히데타다의 증손이자 다테바야시 번주인 마쓰다이라 기요타케가 살아 있어 아직 히데타다의 혈통은 끊기지 않은 상태였다. 하지만 기요타케의 영지인 다테바야시 지방 내에서 무거운 조세 부담으로 잇키(一揆)가 빈번하게 일어나면서 번주로서의 기요타케의 평판은 좋지 않았고, 이미 고령에 남자 후계자도 없어 기요타케는 쇼군 후보에서 제외되었다. 또한 요시무네의 기슈 도쿠가와 가문은 도쿠가와 이에야스의 10남 도쿠가와 요리노부를 시조로 하는 가문으로, 이에야스의 9남 도쿠가와 요시나오를 시조로 하는 오와리 도쿠가와 가문보다 계승 서열이 낮았으나 요시무네가 도쿠가와 이에야스와 세대상으로 더 가깝다는 명목 하에 요시무네의 쇼군 취임은 정당화되었다. 일각에서는 이러한 점들 때문에 요시무네의 쇼군 취임에 6대 쇼군 도쿠가와 이에노부의 정실 덴에이인(天英院)과 이에쓰구의 생모 겟코인(月光院) 사이를 둘러싼 모종의 음모가 있었을 가능성도 제시하고 있다.

### 교호 개혁
8대 쇼군으로 취임한 직후 6대 쇼군 도쿠가와 이에노부 시대부터의 소바요닌(側用人)인 마나베 아키후사, 아라이 하쿠세키 등을 파면하여 그때까지 내려오던 소바요닌 중심의 정치에서 쇼군 친정(親政) 정치를 확립하였다. 이후 미즈노 다다유키를 로주(老中)로 임명한 뒤 기슈 번주 시절의 재정 개선을 중심으로 한 개혁 정치를 본따 에도 3대 개혁 중 하나인 교호 개혁(享保改革)을 펼쳤다.
당시까지의 문치(文治) 정치의 중요성을 축소시키고 무단(武斷) 정치 중심의 도쿠가와 이에야스 시대 방식으로 돌아갈 것을 촉구하였으며 검소와 검약을 중시하며 무사들의 풍속 개선을 강조하였다. 조세 제도를 개혁, 정면법(定免法), 상미령(上米令) 등을 시행하여 바쿠후의 재정을 안정시켰으며 토지 개발을 장려하였고 아시다카 제도(足高の制)를 통해 지출을 축소하고 관료제도를 개선하였다. 이 외에도 소송 기간을 축소하여 최대한 판결이 빠르게 이루어지도록 한 사법 제도의 개혁과 화재 대책 마련, 오오쿠(大奥)의 재정비, 직소 상자(메야스바코, 目安箱) 설치를 통한 백성들의 의견과 불만 반영, 고이시카와(小石川) 요양소 설치를 통한 의료 정책 개선, 외국 서적 수입 기준 완화 등을 시행하여 사회 여러 부문에서 개혁과 변화가 이루어졌다.
이 같은 교호 개혁은 에도 3대 개혁 중에서도 가장 성공적인 개혁으로 평가받고 있으며 이러한 일련의 정책이 없었다면 재정 악화로 인한 에도 바쿠후의 붕괴가 더욱 빨리 도래했을 것이라는 의견 또한 많다. 그러나 한편으로는 오공 오민(五公五民, 수확량의 절반을 세금으로 바침)으로 대표되는 세액 증대로 인해 농민들의 부담이 한층 커지면서 요시무네의 임기 말년에는 일본 전역에서 빈번하게 잇키가 발생하기도 하였다.

### 오고쇼 시절
엔쿄(延享) 2년(1745년) 9월 25일 쇼군위를 장남 이에시게(家重)에게 물려주고 오고쇼(大御所)로 물러났다. 실제로 이에시게는 언어 장애가 심한데다 병약하기까지 해서 이에시게보다 총명한 차남 무네타케나 4남 무네타다를 쇼군으로 세우자는 주장도 있었으나 형제들 사이의 후계자 다툼을 염려한 요시무네는 또한 이에시게의 영명한 아들 이에하루에게 희망을 걸고 있어 장자 이에시게를 후계자로 선택하였다. 그러나 그러한 신체적 결점으로 인해 이에시게가 정무를 제대로 수행하지 못하면서 사실상 바쿠후의 실권은 요시무네가 사망할 때까지 계속 장악하였다.
또한 요시무네는 나머지 두 아들들을 관례대로 다른 도쿠가와 분가에 양자로 보내거나 영지를 주어 분가시키지 않고 에도성에서 봉급을 받으며 각각 별가(別家)를 이루도록 조치하였다. 이로써 차남 무네타케가 다야스 도쿠가와 가문을, 사남 무네타다가 히토쓰바시 도쿠가와 가문을 열었다. 여기에 요시무네 사후 개설된 시미즈 도쿠가와 가문(초대 당주는 이에시게의 차남 시게요시)이 합세하면서 이 세 가문은 고산쿄(御三卿)로 불리게 되었다.
쇼군 은퇴 후 6년 뒤인 간엔(寛延) 4년(1751년) 음력 6월 20일 68세로 사망하였다.
혈액형은 도쿠가와 이에쓰나처럼 O형이었다고 보고되어 있다.

## 자녀
- 정실 간토쿠인(寛徳院) - 사나노미야 마사코 여왕
- 측실 신토쿠인(深徳院) - 오스마노 가타(お須磨の方)
  - 장남 도쿠가와 이에시게(徳川家重) : 9대 쇼군
- 측실 혼토쿠인(本徳院) - 오콘노 가타(お吉牟の方)
  - 차남 도쿠가와 무네타케(徳川宗武) : 다야스(田安) 도쿠가와 가문의 시조
- 측실 신신인(深心院) - 오우메노 가타(お梅の方)
  - 삼남 源三
  - 사남 도쿠가와 무네타다(徳川宗尹) : 히토쓰바시(一橋) 도쿠가와 가문의 시조
- 측실 가쿠주인(覚樹院) - 오쿠메노 가타(お久免の方)
  - 장녀 요시히메(芳姫)
- 측실 리쇼인(理性院) - 오사메노카타(おさめの方)
- 측실 오사키노 가타(お咲の方)

## 매체
- 1995년에는 그를 주인공으로 한 드라마 8대 장군 요시무네가 방송되었고, 그를 소재로 한 게임, 애니메이션도 만들어지고 있다.
- 2010년에는 오오쿠라는 영화에서 시바사키 코우가 열연하였다.

## 같이 보기
- 일본국 대군

| 전임 (도쿠가와 미쓰사다) | 제1대 고렌시 가즈라노 마쓰다이라 가문 당주 1697년 ~ 1705년 | 후임 단절, 기슈 도쿠가와 가문 상속 |

| 전임 도쿠가와 요리모토 | 제5대 기슈 도쿠가와 가 당주 1705년 ~ 1716년 | 후임 도쿠가와 무네나오 |

|  | 가즈라노번 번주 (가즈라노 마쓰다이라 가문) 1697년 ~ 1705년 | 후임 폐번 |

| 전임 도쿠가와 요리모토 | 제5대 기슈번 번주 (기슈 도쿠가와 가문) 1705년 ~ 1716년 | 후임 도쿠가와 무네나오 |